# Andrea Malatesta

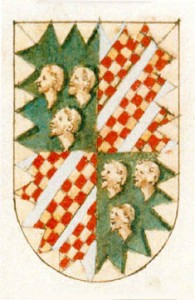
Wappen der Malatesta

Andrea Malatesta, auch Malatesta Malatesta genannt, (* 30. November 1373; † 24. September 1416 in Cesena), Herr von Cesena Cervia, Bertinoro und seit 1388 Herr von Fossombrone, war ein italienischer Adeliger aus der Familie Malatesta, ein bekannter Condottiere seiner Zeit, der für verschiedene Herren kämpfte, von Papst Bonifaz IX. zum Senator von Rom erhoben wurde, erst gegen, dann für die Herzöge von Mailand aus dem Haus Visconti kämpfte, dann im Dienste des Königs Ladislaus von Neapel stand und zuletzt Generalkapitän von Perugia war. Bemerkenswert war er als Bauherr in seiner Residenzstadt Cesena – wo er unter anderem die Kathedrale neu erbauen ließ – und durch seine Familienbeziehungen: Er war der Bruder der Margherita Malatesta – durch ihre Ehe Stammmutter der Gonzaga, Markgrafen und Herzöge von Mantua – der Vater der Parisina Malatesta – deren tragisches Ende Schriftsteller wie Lord Byron zu Gedichten und Komponisten wie Gaetano Donizetti und Pietro Mascagni zu Opern inspirierte – und durch eine andere Tochter, Antonia Malatesta, Schwiegervater von Giovanni Maria Visconti, 2. Herzog von Mailand (1402–1412).

## Herkunft

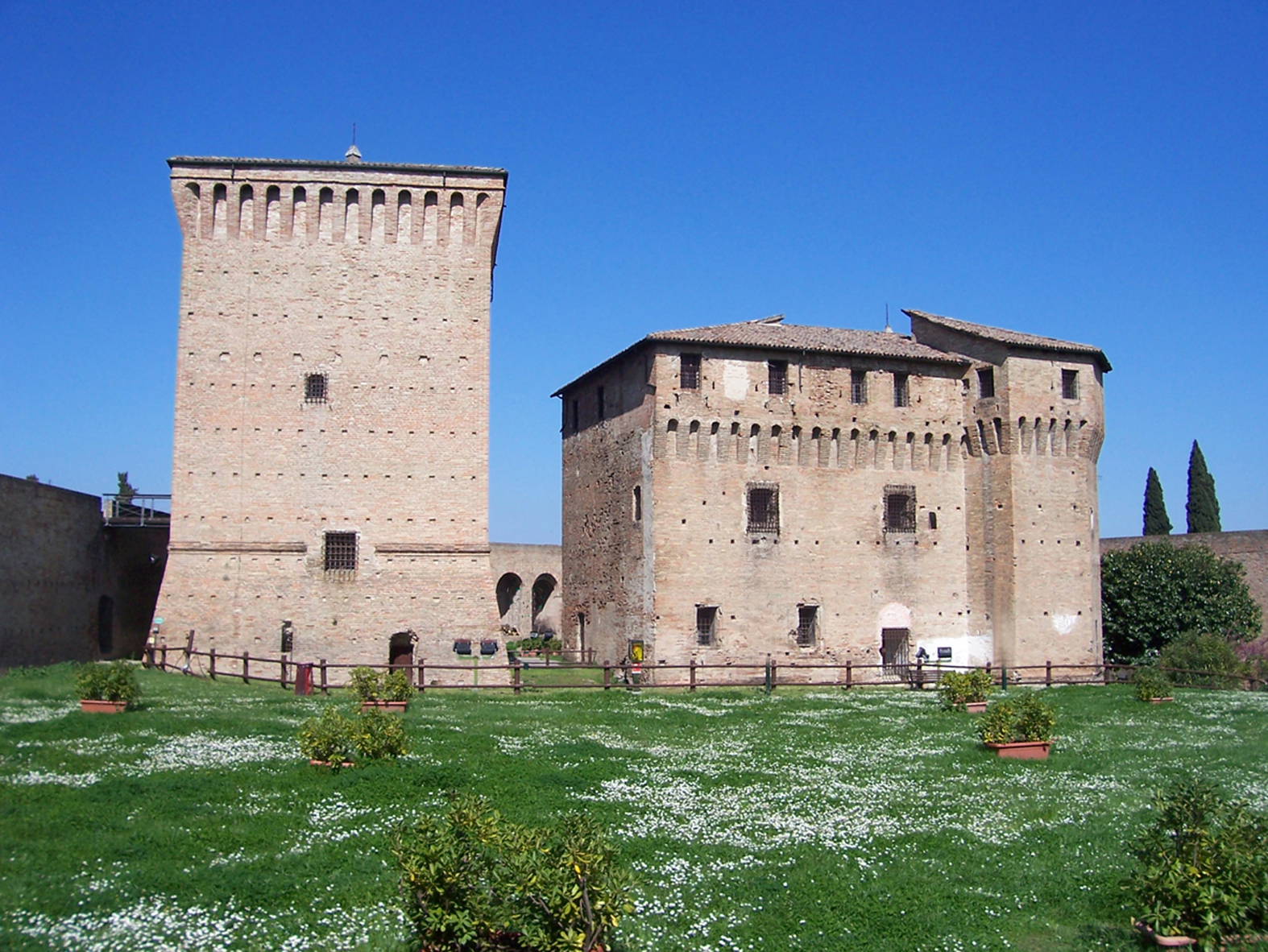
Rocca Malatestiana in Cesena

Andrea Malatesta stammte aus dem italienischen Adelsgeschlecht der Malatesta, das ab 1295 Rimini und zu seiner Glanzzeit darüber hinaus große Teile der Romagna beherrschte.
Sein Vater war Galeotto I. Malatesta (* 1299; † 1385 in Cesena) Herr von Rimini, Fano, Ascoli Piceno, Cesena und Fossombrone, ein bekannter Kondottiere, der in erster Ehe 1323 mit Elisa de La Villette († 1366), einer Nichte des päpstlichen Vikars (Statthalter) der Region der Marken, Amelio de Lautrec, und 1367 in zweiter Ehe mit Elisabetta da Varano verheiratet war. Andrea stammte aus der zweiten Ehe seines Vaters, seine Mutter war daher Elisabetta da Varano, eine Tochter des Rodolfo II. da Varano, Signore (Herr) von Camerino und der Camilla Chiavelli. In den damaligen unruhigen Zeiten, die durch Machtkämpfe zwischen den Staaten Italiens und durch das Abendländische Schisma (1378–1417) mit zwei, manchmal drei, rivalisierenden Päpsten gekennzeichnet war, konnte sich Andrea auf eine wehrhafte Verwandtschaft – insbesondere auf seine Brüder – und auf seine Schwäger stützen.
Aus der ersten Ehe seines Vaters hatte Andrea zwei Halbgeschwister:
- Rengarda Malatesta († 1366), die mit Maso Tarlati verheiratet war, dessen Familie in der Stadt Arezzo eine führende Rolle spielte.
- Tommasa Malatesta, die 1350 Giacomo Pepoli heiratete, der seit 1347 gemeinsam mit seinem Bruder Giovanni Herr von Bologna war.

Andreas hatte auch sechs Vollgeschwister:
- Carlo I. Malatesta (* 5. Juni 1368; † 13. September 1429), Herr von Rimini, Fano, Cesena und Fossombrone, der ein bedeutender Kondottiere, päpstlicher Vikar in der Romagna, Gonfaloniere der Kirche aber auch Gouverneur von Mailand und seit 1386 mit Elisabetta Gonzaga († 31. Juli 1432), einer Tochter von Ludovico II. Gonzaga, verheiratet war. (keine Kinder)
- Pandolfo III. Malatesta, genannt „il Grande“ (der Große) (* 2. Januar 1370; † im Oktober 1427). Kondottiere, Herr von Fano, zeitweise Herr von Bergamo, Brescia und Lecco. (Nachkommen)
- Margherita Malatesta (* 1370, † 28. Februar 1399), sie heiratete 1393 Francesco I. Gonzaga (* 1366; † 8. März 1407), Markgraf von Mantua (1382–1407) (Nachkommen: Die Markgrafen und späteren Herzöge von Mantua)
- Galeotto Novello genannt „Belfiore“ Malatesta (* 5. Juli 1377; † vor 15. August 1400), Herr von Cervia, Meldola, Borgo San Sepolcro, la Pieve di Sestino und Montefiore, heiratete 1395 Anna da Montefeltro, eine Tochter des Kondottiere Antonio II. da Montefeltro, Graf von Urbino († 1404), (keine Kinder)
- Rengarda Malatesta (* 1379), heiratete 1397 den Kondottiere Guidantonio da Montefeltro († 21. Februar 1443) Herzog von Urbino (1403–1444), (keine Kinder)
- Gentile Malatesta, heiratete 1397 Giangaleazzo Manfredi (* um 1375; † 1417), den 6. Herren von Faenza seines Hauses. (Nachkommen)

## Leben

### Jugend
Andrea wurde 1373 entweder in Rimini oder in der Rocca Malatestiana – der Burg der Malatesta über der Stadt Cesena – als einer der jüngeren Söhne seiner Eltern geboren. Nach dem Tod seines Vaters im Jahre 1385 kam es zur Aufteilung der im Familienbesitz befindlichen Territorien. Sein ältester Bruder Carlo I. Malatesta erhielt dabei Rimini, sein zweiter Bruder Pandolfo III. Malatesta erhielt Fano, Mondavio und Scorticata, während Andrea Malatesta die Städte bzw. Herrschaften Cesena (südlich von Ravenna in der Region Emilia-Romagna), Roncofreddo (in der Provinz Forlì-Cesena) und Fossombrone (in der Provinz Pesaro und Urbino) in der Region der Marken erhielt.
Da diese Besitzungen Teile des Kirchenstaates waren, wurde Andrea Malatesta 1391 von Papst Bonifaz IX. (1389–1404) und 1405 von Papst Innozenz VII. (1404–1406) förmlich das päpstliche Vikariat – d. h. die Statthalterschaft – über Cesena und seine anderen Besitzungen verliehen. Aufgrund der örtlichen Archive lässt sich nachweisen, dass er ab 1393 in Cesena aktiv war.

### Ausbau von Cesena zur Hauptstadt

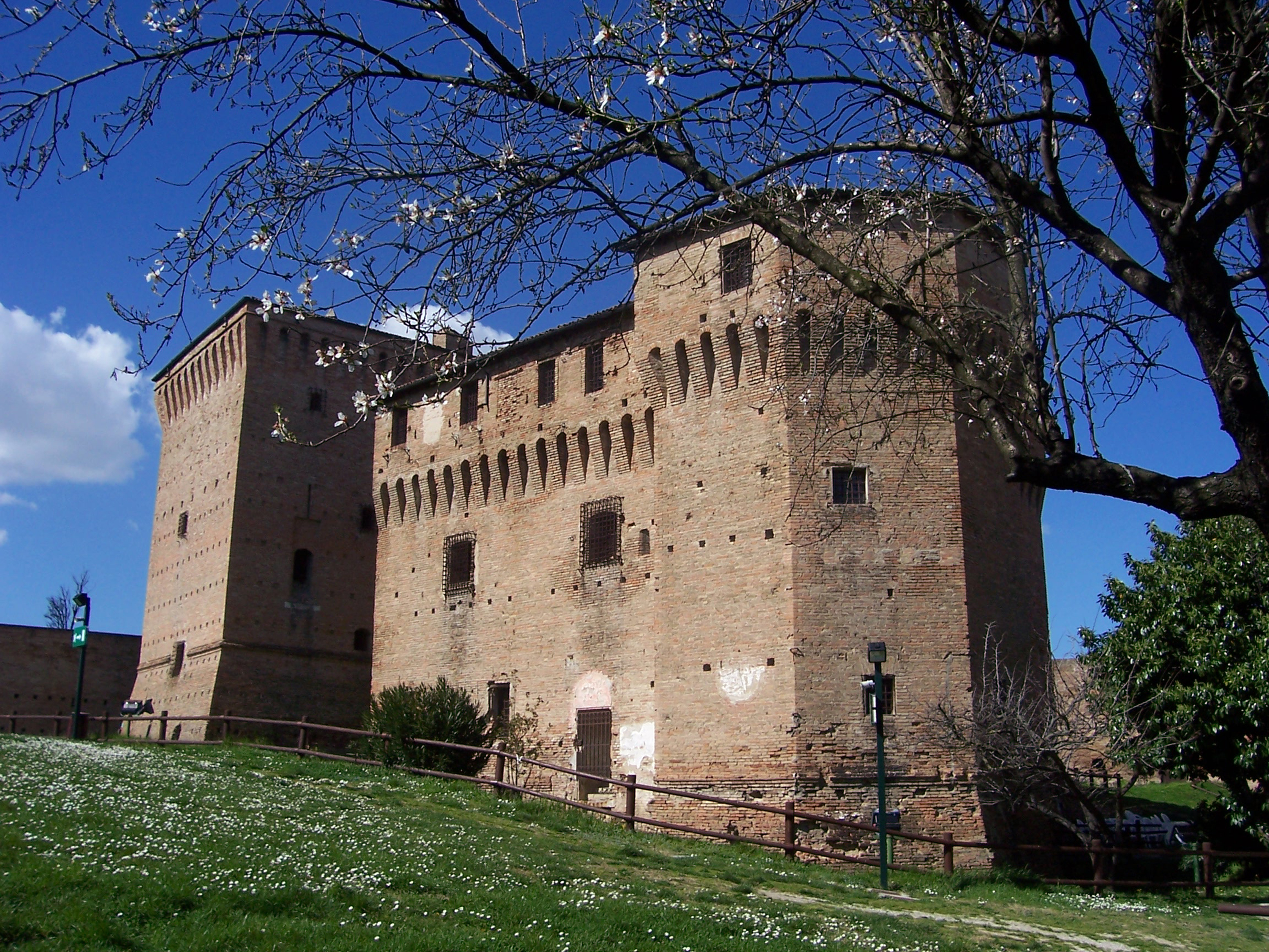
Der „Frauenturm“ der Rocca Malatestiana in Cesena

Bei der Übernahme der Herrschaft über Cesena stellte sich für Andrea Malatesta die Frage, wo er seine Residenz aufschlagen sollte. Aus Gründen der Sicherheit empfahl sich die auf der Spitze des Hügels Colle Garampo gelegene Festung, die „Rocca Malatestiana“. Diese beruhte auf einem Vorgängerbau, der „dell'Imperatore“ genannt wurde, da dort schon Kaiser Friedrich I. „Barbarossa“ residiert hatte. Es gab dort auch familiäre Anknüpfungspunkte für Andrea Malatesta, denn zu den Vorfahren seiner Frau Lucreza Ordelaffi zählte Marcia degli Ubaldini, genannt Cia, die Frau des Francesco II. „il Grande“ Ordelaffi. Diese hatte 1357 anlässlich des „Kreuzzuges“ gegen die Ordelaffi als Herren von Forli und Cesena die Stadt Cesena lange erfolgreich gegen die Truppen des Kardinals Gil Álvarez de Albornoz (* 1310; † 1367) verteidigt, bis sie sich schließlich ergeben musste. Sie war daher eine der heroischen Frauengestalten des italienischen Mittelalters – ähnlich wie später Caterina Sforza (* 1463; † 1509), die 1499 Forli heroisch – und ebenso vergeblich – gegen Cesare Borgia verteidigte.
Um diese alte Festung in Cesena, die Andreas Vater wiederhergestellt hatte, wohnlicher zu gestalten, ließ Andrea Malatesta die Flanke des Hügels Garampo einebnen, um vor seiner Residenz einen großen Platz zu schaffen.
Auf Dauer entsprach die Rocca aber nicht den Bedürfnissen einer herrschaftlichen Residenz, weshalb Andrea in den Palast der päpstlichen Gouverneure in der Stadt übersiedelte. Auch dieser Palazzo hatte einen Bezug zur Familiengeschichte. Es war der Palazzo, den sich der bereits erwähnte päpstliche Legat Gil Álvarez de Albornoz in den Jahren zwischen 1359 und 1362 in Cesena hatte erbauen lassen und der als „Palatium Novum“ den alten Gouverneurspalast „Palatium Vetus“ ergänzte. Dieser streitbare Kardinal war spanischer Herkunft, ein bewährter Feldherr, der von 1338 bis 1350 Erzbischof von Toledo gewesen war und anschließend von Papst Clemens VI. (1342–1352) zum Kardinalpriester mit der Titelkirche San Clemente erhoben wurde. Im Jahre 1353 ernannte ihn Papst Innozenz VI. (1352–1362) zum päpstlichen Legaten und Generalvikar der päpstlichen Territorien in Italien, mit dem Auftrag, die von lokalen Herren oder Tyrannen regierten Teile des Kirchenstaates wieder unter päpstliche Kontrolle zu bringen. Eine Aufgabe, der sich Albornoz als erfahrener Feldherr mit Energie, Härte und großem Erfolg widmete, indem er die Region Latium, Spoleto, die Mark Ancona und die Romagna eroberte und schrittweise alle lokalen Tyrannen zum Gehorsam gegenüber dem Papst zwang. Für die Malatesta war dieser Kardinal kein Unbekannter, denn er hatte Jahre zuvor auch die Familie Malatesta mit militärischer Gewalt zur Unterwerfung unter den Kirchenstaat gezwungen.

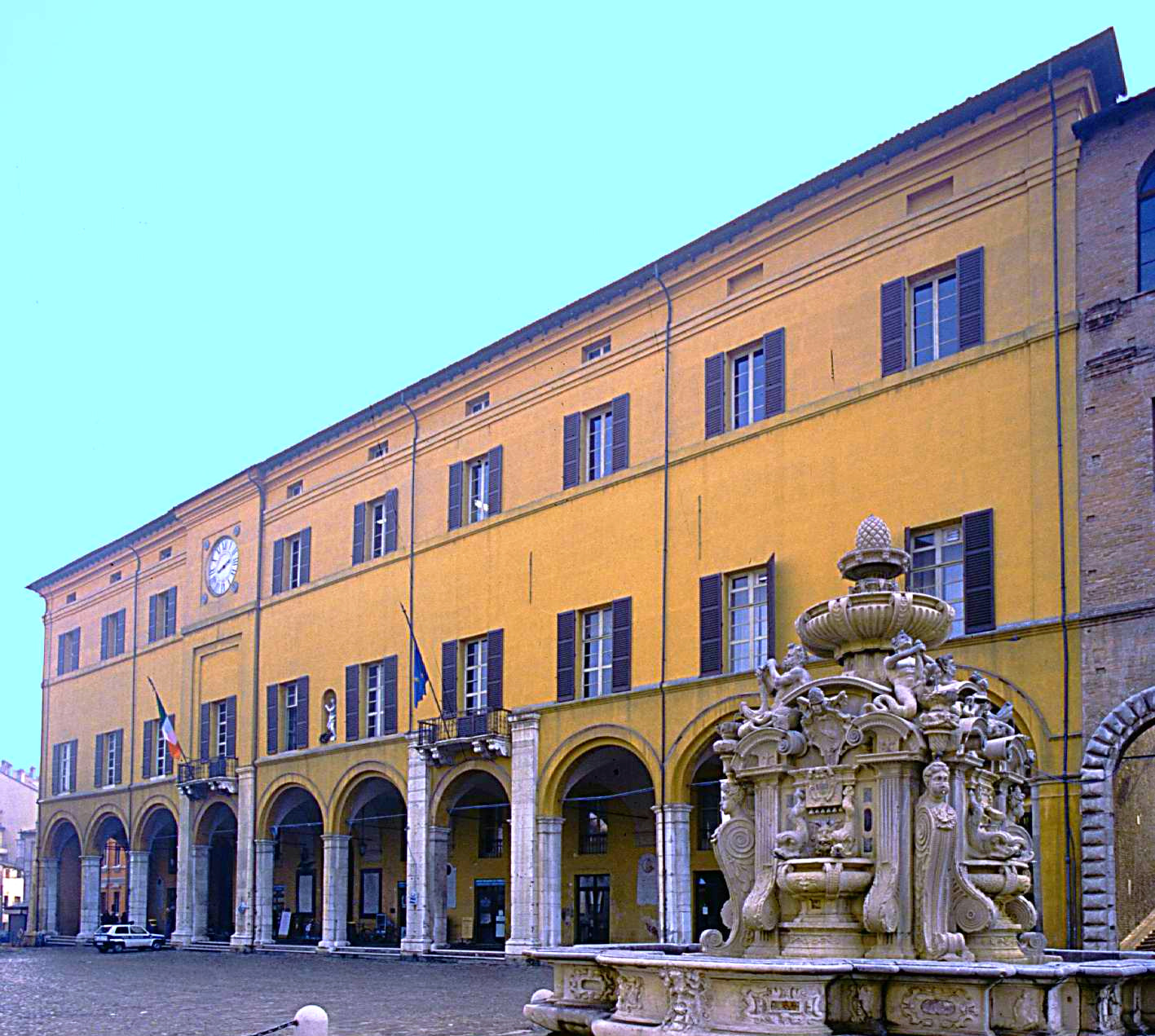
Der Palazzo Comunale von Cesena, ehemalige Residenz von Andrea Malatesta

Malatesta ließ den von Albornoz erbauten neuen Palast mit dem älteren Gouverneurspalast verbinden und für seine Zwecke als Residenz seines Herrschaftsbereiches adaptieren. Diese Residenz des Andrea Malatesta ist – in umgebauter Form – noch erhalten: es ist der heutige Palazzo Comunale – dessen Zusatzname „Palazzo Albornoz“ allerdings nicht an ihn, sondern an den streitbaren Kardinal erinnert. Auch der im Jahre 1401 erbaute Palazzo del Ridotto geht auf Andrea Malatesta zurück.

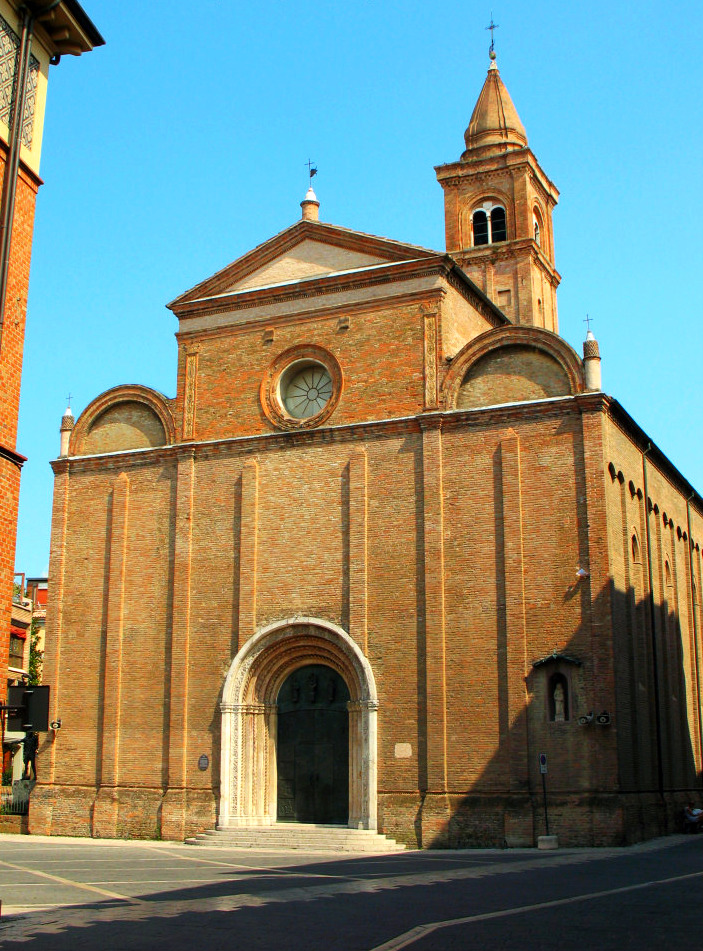
Die im Auftrag von Andrea Malatesta erbaute Kathedrale von Cesena, San Giovanni Battista

Andrea war bemüht, seine Hauptstadt zu einer herrschaftlichen Residenz auszubauen, und entschloss sich daher, in Cesena zum Ruhm seines Hauses eine neue Kathedrale erbauen zu lassen. Diese bis heute stehende Kathedrale San Giovanni Battista ließ er ab 1385 im Stadtteil Croce di Marmo von einem Schweizer Architekten, dem Meister von Unterwalden im Stil der deutschen Hallenkirchen erbauen. Um 1394 stiftete er in Cesena das Kloster San Biagio für den Orden der Benediktinerinnen (heute Sitz des Centro Culturale San Biagio und der Pinacoteca Comunale di Cesena).
Die Wahl von Cesena zum Zentrum des Herrschaftsbereiches von Andrea Malatesta führte zu einem wesentlichen wirtschaftlichen Aufschwung der Stadt. Die Bedürfnisse des wachsenden Hofstaates trugen dazu bei, dass sich Handwerker verschiedener Berufsgruppen veranlasst sahen, aus der näheren oder weiteren Umgebung nach Cesena zu übersiedeln, um sich dort niederzulassen. Selbst die florentinischen Banken entdeckten diesen wachsenden Markt und eröffneten Vertretungen in Cesena.
Um die Wirtschaft zu fördern, ließ er für die damals bedeutendste Zunft der „Arte della Lana“ – die für alle Tätigkeiten zuständig war, die sich aus der Verarbeitung von Wolle ergaben – ein Statut erarbeiten, das er 1397 genehmigte.
Um 1403 begannen die Arbeiten zur Errichtung einer Steinbrücke über den Fluss Savia, die dazu beitrug, den Handel mit Florenz wesentlich zu erleichtern.

### Erweiterung seines Herrschaftsbereiches
Durch den Tod seines jüngeren Bruders Galeotto „Belfiore“ Malatesta erbte Andrea im Jahre 1400 dessen Herrschaften: Cervia, eine Stadt am Mittelmeer, in der Provinz Forlì-Cesena, die für den hohen Ertrag ihrer Salinen berühmt und begehrt war, Bertinoro (das zwischen Forli und Cesena gelegen ist), Meldola (das westlich von Cesena und südlich von Forli liegt) und Sarsina (etwa 25 km südwestlich von Cesena). Er konnte dadurch seinen Herrschaftsbereich wesentlich ausweiten. Um diesen besser verteidigen zu können, ließ er zwischen Cesena und Cervia in San Giorgio eine befestigte Residenz erbauen. Zugleich ließ er die vorhandenen Mauern und Befestigungsanlagen der ihm unterstehenden Städte und Festungen erneuern und verstärken.

### Kondottiere
Andrea Malatesta beschränkte sich jedoch nicht auf die Verwaltung seiner Domänen, sondern folgte der Familientradition, indem er eine militärische Laufbahn als Kondottiere einschlug. Er tat dies in bewegten Zeiten, da sich in Italien damals gleich mehrere Konflikte überlagerten.
Dies einerseits, da Gian Galeazzo Visconti (* 1351; † 1402), der erste Herzog von Mailand (1395–1402) beabsichtigte, ganz Oberitalien in seine Gewalt zu bekommen. Als ersten Schritt hatte er 1385 seinen Onkel – und Schwiegervater – Bernabò Visconti (* 1323; † 1385) den Herren von Mailand, entmachtet, einsperren und 1385 vergiften lassen. In der Folge eroberte er 1387 Verona und Vicenza von den Della Scala (der Familie seiner Schwiegermutter), 1388 Padua von den da Carrara und bedrohte anschließend die Markgrafschaft Mantua der Gonzaga und die Republik Florenz und damit die Toskana.
Andererseits spaltete das Abendländische Schisma (1378–1417) Europa und Italien, da es lange zwei Päpste – einen in Rom und einen in Avignon –, gelegentlich aber sogar drei Päpste bzw. Gegenpäpste gleichzeitig gab, die bemüht waren, sich gegen ihre Rivalen mit politischen – aber auch militärischen – Mitteln durchzusetzen.
Zugleich gab es ausländische Interventionen – wie den Versuch von Ruprecht von der Pfalz römisch-deutscher König (1400–1410) in Rom die Kaiserkrone zu erlangen und den Versuch des Hauses Anjou-Valois ab dem Jahre 1400 das Königreich Neapel ihren Cousins aus dem Jüngeren Haus Anjou zu entreißen.
Kondottieri wie Malatesta hatten daher Hochsaison, da sich alle Parteien um sie bemühten und sie als Söldner oft in raschem Wechsel jeweils für den Meistbietenden kämpften.
Erste militärische Erfahrungen sammelte Andrea bereits 1393 beim Kampf der vereinigten Truppen der Familie Malatesta gegen den Kondottiere Antonio da Montefeltro Graf von Urbino (1375–1404), dem sie bei Forli eine Niederlage zufügen konnten, was für Andrea positive Auswirkungen hatte, da er dadurch seinen Herrschaftsbereich in der Umgebung von Cesena erweitern konnte.

### Kampf gegen den 1. Herzog von Mailand

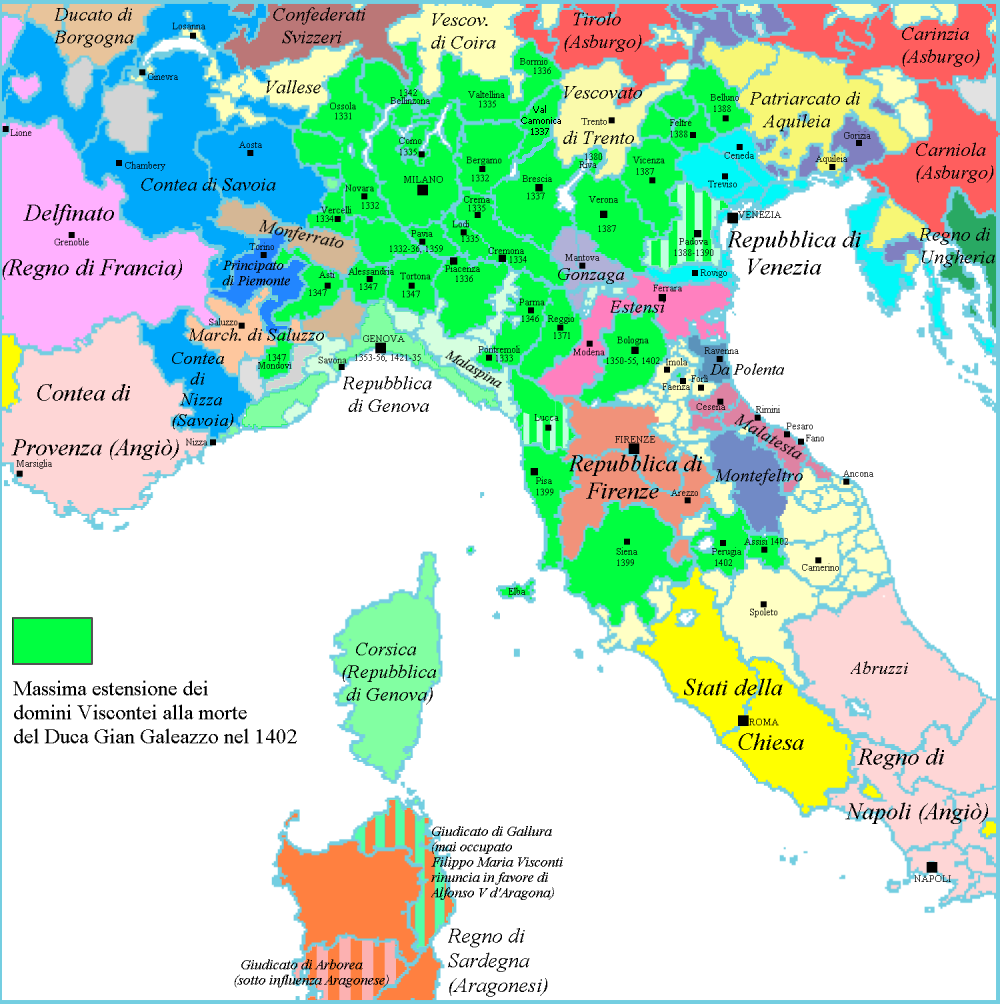
Maximale Ausdehnung des Herzogtums Mailand zum Zeitpunkt des Todes von Gian Galeazzo Visconti (hellgrün)

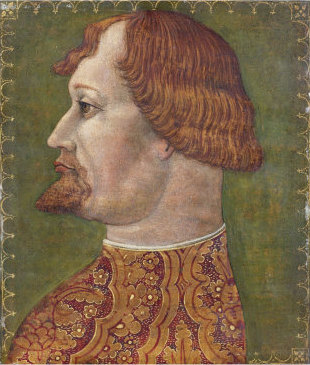
Gian Galeazzo Visconti von Giovanni Ambrogio de Predis (zugeschrieben)

Angesichts der offensichtlichen Expansionsabsichten des Herzogs von Mailand unterstützten die bedrohten Kleinstaaten einander. Andrea Malatesta trat im Jahre 1397 in den Dienst der Stadt Bologna und erhielt dort sein erstes Kommando über einer Truppe von 200 Lanzen (d. h. jeweils ein gepanzerter Ritter samt Gefolge – etwa ein „Regiment“). Damit sollte er der Republik Florenz helfen, sich gegen die Bedrohung des Herzogs von Mailand zu verteidigen.
Der Erfolg seiner Mission hatte jedoch eine Kehrseite, da sich dadurch der Zorn des Herzogs von Mailand gegen Malatesta richtete und er daher seinem Feldherren, dem berühmten Condottiere Alberico da Barbiano (* 1349; † 1409), Graf von Cunio befahl, das Territorium von Andrea zu überfallen und zu verwüsten. Nur mit größter Mühe gelang es Malatesta, seinen Herrschaftsbereich zu verteidigen.
Bald darauf trat er in den Dienst von Francesco I. Gonzaga (* 1366; † 8. März 1407), Markgraf von Mantua (1382–1407) ein und trug – gemeinsam mit seinem älteren Bruder Carlo I. Malatesta – dazu bei, dass Gonzaga im August 1397 das Heer von Mailand besiegen konnte. Gonzaga war ursprünglich mit den Visconti nicht nur verbündet, sondern auch verschwägert, aber gerade diese Schwägerschaft sollte ihn zu einem plötzlichen Seitenwechsel zwingen. Den rauen Gewohnheiten seiner Zeit folgend, hatte er nämlich seine Ehefrau Agnese Visconti wegen eines tatsächlichen oder angeblichen Ehebruchs 1391 öffentlich enthaupten lassen. Dies konnte naturgemäß seine mächtige Schwiegerfamilie nicht ganz kalt lassen. Da der Vater der Agnese Visconti, Bernabò Visconti, bereits 1385 gestorben war, daher den Affront nicht rächen konnte, übernahm dies dessen Neffe – der Onkel des Opfers – Gian Galeazzo Visconti, der 1. Herzog von Mailand (1395–1402). Er sandte daher seinen Feldherren Jacopo dal Verme (* 1350; † 1409) aus, um Mantua zu erobern.
Andrea Malatesta erhielt dabei die schwierige Aufgabe, Mantua gegen die mailändischen Truppen zu verteidigen. Dal Verme stammte aus einer Dynastie, die sich durch zahlreiche berühmte Kondottiere auszeichnete, stand darüber hinaus am Höhepunkt seiner Laufbahn und behielt die Oberhand. Er konnte Andrea Malatesta zunächst erfolgreich daran hindern, den Fluss Po zu überschreiten und ließ dessen Versuch, den Fluss Mincio zu überqueren von seinem Feldhauptmann Ugoletto Biancardo abwehren. In der folgenden Feldschlacht wurde Malatesta von den Truppen dal Vermes besiegt, der daraufhin in Mantua einmarschieren konnte.
Trotz dieser Niederlage wurde die Allianz zwischen den Familien Gonzaga und Malatesta 1393 dadurch besiegelt, dass Francesco I. Gonzaga in zweiter Ehe Margherita Malatesta (* 1370; † 28. Februar 1399), eine Schwester von Andrea Malatesta heiratete.
Andrea Malatesta blieb weiterhin im Kampf gegen das expandierende Herzogtum Mailand engagiert und schloss sich im Jahr 1398 dem Condottiere Braccio Fortebraccio genannt Braccio da Montone (* 1368 in Perugia; † 5. Juni 1424 in L’Aquila) an, um gemeinsam Mantua zurückzuerobern, das inzwischen von dem Condottiere Biordo dei Michelotti (* 1352 in Perugia; † 10. März 1398) besetzt war. Obwohl dieser Versuch vergeblich war, konnte Mantua bald darauf mit der Unterstützung seines ältesten Bruders Carlo I. Malatesta wieder befreit werden.
Eine besondere Auszeichnung erfuhr Andrea Malatesta durch Papst Bonifaz IX. (1389–1404), der ihn 1398 zum Senator von Rom ernannte. Ein Amt, das Andrea ein Jahr lang ausübte und dabei unter anderem im Auftrag des Papstes gemeinsam mit den Orsini einen Feldzug gegen das Haus Colonna unternahm.
Im darauf folgenden Jahr musste er neuerlich um seinen eigenen Besitzungen fürchten, da die lokale Partei der kaisertreuen Ghibellinen versuchte, ihn aus seinen Herrschaften zu vertreiben. Es gelang ihm, die Verschwörung erfolgreich niederzuschlagen, wobei er die Gelegenheit dazu nützte, den Besitz der Rädelsführer einzuziehen, um dadurch seinen eigenen Grundbesitz in Cesena und Verucchio zu erweitern.

### Im Dienst des 1. Herzogs von Mailand

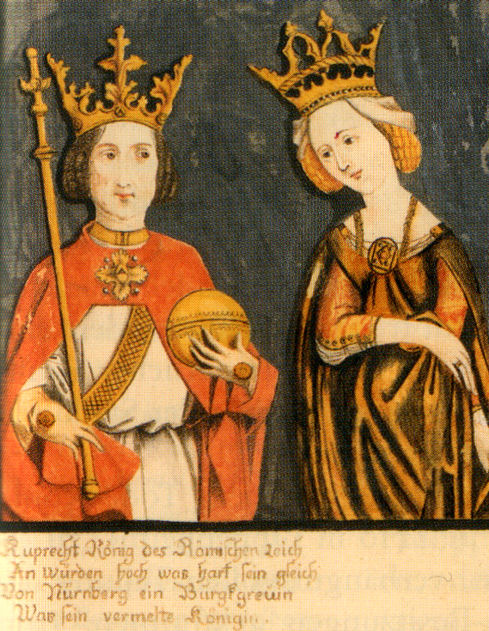
König Ruprecht von der Pfalz und seine Gemahlin Elisabeth von Hohenzollern-Nürnberg

Sein älterer Bruder Carlo I. Malatesta veranlasste Andrea Malatesta im Jahre 1402 zu einer politischen Wende, durch die er seine bisherige, gegen die Expansion des Herzogtums Mailand gerichtete Politik aufgab und zum Verbündeten Mailands wurde. Carlo I. Malatesta war seit 1397 Generalkapitän der Liga gegen den Herzog von Mailand, blieb jedoch um einen Ausgleich der Gegensätze zu Florenz bemüht, wodurch es ihm gelang, 1398 zwischen Florenz und Mailand einen Waffenstillstand und 1399 einen Friedensschluss zu erreichen. Nach diesem Erfolg bot ihm Herzog Gian Galeazzo Visconti an, die Seiten zu wechseln und in seine Dienste zu treten. Carlo I. nahm an, wurde 1401 zum Gouverneur von Mailand ernannt und veranlasste auch seinen Bruder, in mailändische Dienste zu treten.
Zugleich stellte sich ihnen eine wichtige Aufgabe: Den Kampf gegen Ruprecht von der Pfalz (* 1352; † 1410) römisch-deutschen König (1400–1410) aufzunehmen. Dieser war nach der Absetzung von König Wenzel von Luxemburg und nach seiner eigenen Krönung zum römisch-deutschen König 1401 zu einem Italienzug aufgebrochen. In Italien wollte er die für eine erfolgreiche Reichspolitik erforderlichen Gelder eintreiben, den Herzog von Mailand für die Unterstützung seines Gegenspielers Wenzel von Luxemburg bestrafen und vom Papst die Anerkennung als König und schließlich die Kaiserkrönung erlangen.
Dass dieser ehrgeizige Plan scheiterte, hatte König Ruprecht nicht zuletzt den Brüdern Carlo I. und Andrea Malatesta zu verdanken. Bereits in Florenz hatte König Ruprecht Schwierigkeiten, die erhoffte finanzielle und militärische Unterstützung zu erhalten; sein Plan, das Herzogtum Mailand für die Unterstützung seines Gegenspielers zu bestrafen, wurde jedoch zum Desaster.
Herzog Gian Galeazzo Visconti hatte guten Grund, König Wenzel zu unterstützen, denn dieser hatte ihn 1395 – gegen viel Geld – zum Herzog von Mailand erhoben.
Um einer Belagerung von Mailand zuvorzukommen, stieß die mailändische Armee unter dem Kommando von Carlo Malatesta und von Andrea Malatesta bis nach Brescia vor, wo es unter den Mauern der Stadt zur Schlacht – und zum Sieg der mailändischen Truppen – kam. König Ruprecht musste daher ohne Bestrafung Mailands – und ohne Kaiserkrone – nach Deutschland zurückzukehren.
Andrea Malatesta blieb in mailändischen Diensten, nahm als Feldherr an der Militärexpedition gegen Bologna teil und zeichnete sich dabei in der Schlacht bei Casalecchio di Reno aus.
Eine neuerliche politische Wende trat durch den Tod des Herzogs Gian Galeazzo Visconti am 3. September 1402 ein, da damit dessen Pläne, ganz Norditalien unter seiner Kontrolle zu vereinen, hinfällig wurden.
Das Haus Malatesta blieb jedoch mit Mailand verbunden, da zwei Brüder von Andrea, Carlo I. und Pandolfo Malatesta, Mitglieder des Regentschaftsrates waren, der die Regentin, die Herzogin-Witwe Caterina Visconti (* 1360; † 17. Oktober 1404) beriet. Diese war selbst eine Visconti, da sie eine Tochter des Bernabò Visconti (* 1323; † 1385), Herr von Mailand etc. und der Beatrice (Regina) della Scala (* 1361; † 17. Oktober 1404), einer Tochter von Mastino II. della Scala, des Herren von Verona war.
Der Tod des Herzogs führte zur Bildung einer gegen Mailand gerichteten Liga der von den Visconti unterworfenen Stadtstaaten, da diese nach dem Tod des kriegerischen und machthungrigen Herzogs und der Minderjährigkeit des Erben eine Chance sahen, ihre an die Visconti verlorenen Gebiete wieder zurückzuerobern. Dieser Liga schloss sich zunächst auch Papst Bonifaz IX. an. Carlo Malatesta, der Mitglied des Regentschaftsrates des Herzogtums Mailand und zugleich päpstlicher Vikar und damit päpstlicher Lehensmann war, gelang es jedoch, Papst Bonifaz IV. durch wesentliche Konzessionen – wie die Rückgabe der Städte Bologna, Perugia und Assisi – zum Austritt aus der Liga zu bewegen und diese damit entscheidend zu schwächen.

### Im Dienst des Papstes
Dieser diplomatische Erfolg seines Bruders hatte auch Auswirkungen auf Andrea, denn im April 1403 erschien Carlo I. Malatesta in Begleitung des apostolischen Legaten, Kardinal Baldassare Cossa (* um 1370; † 22. Dezember 1419 in Florenz), der später zum Gegenpapst Johannes XXIII. gewählt wurde. Ziel der Intervention war, Andrea im Auftrag des Papstes Bonifatius IX. (1389–1404) zur Mitwirkung an der Rückeroberung der Teile der Romagna zu veranlassen, die von den Visconti der Kirche entzogen und wieder zurückgegeben worden waren, die jedoch weiterhin von lokalen Herren kontrolliert wurden.
Andrea nahm das Angebot an und beteiligte in den Jahren 1404 bis 1406 an den militärischen Operationen, die unter der Leitung des kampferprobten Kardinals – dem man nachsagte, in seiner Jugend als Seeräuber tätig gewesen zu sein – stattfanden. Im Zuge dieser Feldzüge eroberte Andrea eine Reihe von Kastellen (wie Sarsina, Tuirrito, Pozzo, Finocchio, Cerfoglio, Linaro, Ciola, Musella, Montepetra, Perticara, Ugrigno, Ranchio, Casalbono, Caminate), stieß dann nach Parma vor – wo es ihm gelang, eine große Beute zu machen – und krönte seine Bemühungen, indem er schließlich siegreich in Bologna einmarschierte.
Im Jahre 1404 erreichte Andrea Malatesta die Kapitulation von Faenza, zu der Astorre I. Manfredi (* um 1345 in Faenza; † 28. November 1405 ebendort) gezwungen wurde, nachdem das mit ihm verbündete Bologna bereits unter die Kontrolle des Kirchenstaates gefallen war. Astorre Manfredi war jedoch nicht bereit, die von seiner Familie seit 1313 ausgeübte Herrschaft über Faenza aufzugeben, organisierte daher im Oktober 1405 einen Aufstand gegen den Kardinallegaten Baldassare Cossa. Dieser Aufstand wurde jedoch von Andrea niedergeschlagen, dessen Truppen Astorre Manfredi gefangen nahmen. Auf Befehl des Kardinals wurde Astorre am 28. November 1405 am Hauptplatz von Faenza enthauptet.
Malatesta blieb den römischen Päpsten treu, nahm daher unter Papst Innozenz VII. (1404–1406) am Krieg gegen den Kondottiere Alberico da Barbiano (* 1348; † 1409) teil, der versuchte, sich ein unabhängiges Territorium zu schaffen und eroberte dabei eine Reihe von Städten, darunter Sarsina, Ranchio und 1406 Forlì.

### Verbündeter und Schwiegervater des 2. Herzogs von Mailand

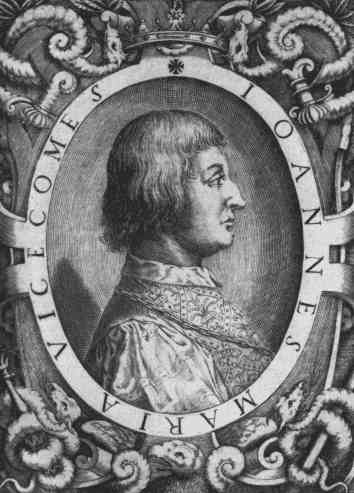
Giovanni Maria Visconti, Herzog von Mailand, Schwiegersohn von Andrea Malatesta

Eine neue Entwicklung ergab sich für Antonio durch erfolgreiche Verhandlungen über die Ehe seiner Tochter Antonia Malatesta mit Giovanni Maria Visconti (* 1389; † ermordet 16. Mai 1412), dem 2. Herzog von Mailand (1402–1415). Die Eheschließung wurde von seinem älteren Bruder Carlo Malatesta, der als Gouverneur von Mailand großen Einfluss auf den jungen Herzog hatte, erfolgreich eingefädelt. Diese Hochzeit fand am 1. Juli 1408 mit großem Pomp in Mailänder Dom statt, wobei nicht nur die zahlreichen hochrangigen Gäste im heute als Castello Sforzesco bekannten Stadtschloss zu Mailand, sondern auch das Volk Gelegenheit zu ausgiebigen Feiern hatte.
Durch diese Ehe wurde Andrea zum Schwiegervater des zweiten Herzogs von Mailand, was ihn dazu veranlasste, als Feldherr wieder in mailändische Dienste einzutreten. Er wurde daraufhin zum Kommandanten einer mailändischen Truppe in der Lombardei ernannt. Seine militärische Aufgabe war nunmehr, gegen diejenigen Kondottieri der Visconti vorzugehen, die sich nach dem Tod des Herzogs Gian Galeazzo Visconti 1402 zu selbständigen Herren der ihnen lediglich zur Verwaltung übertragenen Gebiete aufgeworfen hatten.
Er bereitete daher einen Feldzug gegen den Kondottiere Facino Cane (* 1360 Casale Monferrato; † 16. Mai 1412 in Pavia) vor, der große Gebiete des Herzogtums wie Novara, Varese, Tortona, Biandrate, Piacenza, Pavia an sich gerissen hatte und die Bevölkerung grausam unterdrückte.

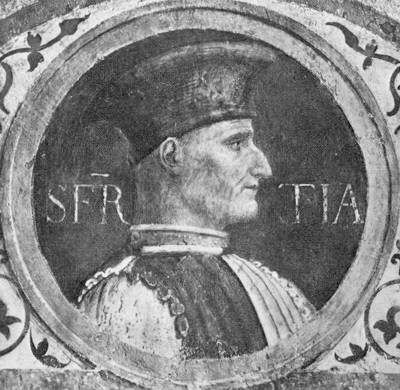
Muzio Attendolo Sforza

Anschließend kämpfte er – gemeinsam mit dem Markgrafen Niccolò III. d’Este, dem Herren von Ferrara und Modena, seinem zukünftigen Schwiegersohn – gegen den tyrannischen Söldnerführer Ottobono Terzi († 1409), der im Namen der Visconti Piacenza, Parma und Reggio nell’Emilia verwaltet hatte, sich jedoch seit 1402 de facto als unabhängiger Herr dieser Territorien gebärdete. Gemeinsam mit Muzio Attendolo Sforza (* 1369 in Cotignola; † 1424 bei L’Aquila) – dem Ahnherren der späteren Herzöge von Mailand aus dem Haus Sforza – gelang es Andrea Malatesta, Ottobono Terzi vor den Mauern der Stadt Modena in einer Feldschlacht zu besiegen. Der Tyrann fiel später durch eine List in die Hände Sforzas, der ihn töten ließ.
In der Folge erlebte Andrea Malatesta eine Pause seiner militärischen Aktionen und zog sich nach Cesena zurück.

### Unterstützung für Papst Gregor XII.
Inzwischen hatte sich das bestehende Schisma zwischen den Päpsten in Rom und in Avignon verschärft:
Nach dem Ableben von Papst Innozenz VII. im Jahre 1406 unterstützte die Familie Malatesta dessen Nachfolger Papst Gregor XII. (1406–1409/15) in der Auseinandersetzung mit dem Gegenpapst Benedikt XIII. (1394–1409/23), der in Avignon residierte. Dies ging so weit, dass Carlo I. Malatesta, der Bruder von Andreas, den Papst im November 1408 in seiner Residenz in Rimini aufnahm, um ihm Schutz zu gewähren. Im Jahre 1409 wurden jedoch beide Päpste von einem Konzil zu Pisa abgesetzt und Petros Philargis de Candia zum Papst gewählt, der den Namen Alexander V. annahm. Da keiner der beiden abgesetzten Päpste zurücktrat, gab es damit gleichzeitig drei Päpste.
Der – abgesetzte – Papst Gregor XII., der sich im Schutz der Familie Malatesta befand, verließ daraufhin Rimini und suchte Schutz bei einem mächtigeren Herren: bei Ladislaus von Anjou-Durazzo, König von Neapel (1386–1414), der ihn in Gaeta aufnahm. Andrea und sein Bruder Carlo blieben trotz der Absetzung auf der Seite von Papst Gregor XII. und unterstützten diesen weiterhin, wodurch sie in engere Beziehungen zu dessen neuen Protektor – König Ladislaus von Neapel – kamen.

### Im Dienst von König Ladislaus von Neapel
Aus diesen politischen Beziehungen zum Königreich Neapel ergab sich die dritte Ehe des inzwischen verwitweten Andrea Malatesta, der sich im Jahre 1409 mit Polissena Sanseverino vermählte. Diese stammte aus einem der vornehmsten Geschlechter Neapels und war zugleich eine Cousine von König Ladislaus (dessen väterliche Großmutter war Margherita Sanseverino aus dem Haus der Grafen von Corigliano).
Andrea kehrte im Herbst dieses Jahres mit seiner Frau von Neapel nach Cesena zurück, wo ihm Papst Gregor XII. in Anerkennung seiner Verdienste als Ehrenzeichen die Goldene Rose verlieh.
Die „Schwägerschaft“ zu König Ladislaus von Neapel hatte jedoch zur Folge, dass Andrea Malatesta sehr rasch in dessen militärische Pläne einbezogen wurde. Dies, da König Ladislaus von einem vereinigten Königreich Italien unter seiner Herrschaft träumte, das er mit Hilfe des unter seiner Kontrolle stehenden Papstes verwirklichen wollte, daher eine expansive Eroberungspolitik verfolgte. Diese hatte jedoch zur Folge, dass sich gegen den König eine bedrohliche Allianz bildete: Es verbündeten sich nämlich die Republiken Siena und Florenz mit dem Kardinal Baldassare Cossa und mit dem Gegenpapst Alexander V. (1409–1410). Dieser exkommunizierte König Ladislaus noch im selben Jahr und rief zugleich Herzog Ludwig II. von Anjou (* 1377; † 1417), dem bereits 1389 vom Gegenpapst Clemens VII. der Titel König von Neapel (formell: von Sizilien) und Jerusalem verliehen worden war – nach Italien, um König Ladislaus aus Neapel zu vertreiben.
Ludwig II. von Anjou marschierte daraufhin im Juli 1409 mit seinen Truppen nach Italien, stieß durch den Kirchenstaat bis nach Rom vor und besetzte dort den Vatikan und das Trastevere-Viertel. Daraus ergab sich für Andrea Malatesta eine Kommandofunktion im Heer von König Ladislaus, dem es gelang, am 2. Januar 1410 Rom zu erobern, König Ludwig und den von ihm unterstützten Gegenpapst Johannes XXIII. aus Rom zu vertreiben und Papst Gregor XII. wieder auf den päpstlichen Stuhl zu setzen.
Im selben Jahre starb (Gegen-)Papst Alexander V., worauf Baldassare Cossa – der päpstliche Legat, in dessen Auftrag Andrea Malatesta Jahre zuvor Bologna erobert hatte – als Johannes XXIII. zu dessen Nachfolger gewählt wurde.
Der neue (Gegen-)Papst Johannes XXIII. folgte der gegen König Ladislaus gerichteten Politik seines Vorgängers und wurde dabei unter anderem von Florenz unterstützt, das hoffte, sich dadurch einen Zugang zur Adria schaffen zu können. Andrea Malatesta erhielt daraufhin von König Ladislaus den Auftrag, diesen Plan zu verhindern, wobei es diesem gelang, im Zusammenwirken mit dem mit ihm verschwägerten Giorgio Ordelaffi 1410 Forlimpopoli und 1411 Forli zu erobern, wo sich Ordelaffi zum Vikar des rechtmäßigen Papstes Gregor XII. ausrufen ließ.
Ludwig II. von Anjou hoffte durch die Unterstützung von (Gegen-)Papst Johannes XXIII., doch noch das Königreich Neapel in seinen Besitz bringen zu können und sandte neuerlich eine Armee nach Italien, wo es seinen Truppen unter dem Kommando von Mucio Sforza gelang, die Armee von König Ladislaus – wo Andrea Malatesta als einer der Feldherren diente – am 19. Mai 1411 in einer Feldschlacht bei Roccasecca zu besiegen und Johannes XXIII. in Rom als Papst einzusetzen. Sein Plan der Eroberung von Neapel scheiterte jedoch, da er die neapolitanische Verteidigungslinie bei San Germano nicht durchbrechen konnte. Enttäuscht kehrte er daher nach Frankreich zurück.
Andrea Malatesta, der weiterhin im Dienst von König Ladislaus stand, begann im Jahre 1413 eine weitere Reihe von Feldzügen zur Unterstützung von Papst Gregor XII. Er erhielt zunächst die Aufgabe, Rom gegen die Angriffe der Truppen des Gegenpapstes Johannes XXIII. zu verteidigen. Nachdem dies erfolgreich abgeschlossen war, unternahm Malatesta eine Gegenoffensive, mit der er versuchte, Bologna zu erobern, wohin sich Johannes XXIII. zurückgezogen hatte. Dieser Versuch blieb jedoch vergeblich, da Johannes XXIII. die Verteidigung – und die Regierung – der Stadt Bologna im Jahre 1413 dem berühmten Condottiere Braccio da Montone (* 1368; † 1424) übertragen hatte, der den Angriff abwehren konnte.
König Ladislaus marschierte daraufhin im Mai 1413 nach Rom, ließ seine Truppen dort plündern und rückte auf Florenz vor, das sich jedoch durch Anerkennung seiner Eroberungen von einer Belagerung freikaufen konnte.
Im gleichen Jahr kam es jedoch zu einer politischen Wende. König Ladislaus begann zusehends an den Zukunftsaussichten des von ihm unterstützten Papstes Gregor XII. zu zweifeln. Er nahm daher vertrauliche Kontakte zum Gegenpapst Johannes XXIII. auf, die zu einem gegenseitigen Friedensschluss führten. König Ladislaus anerkannte Johannes XXIII. als rechtmäßigen Papst und wurde von diesem gegen Bezahlung von 75.000 Florinen offiziell mit dem Königreich Neapel belehnt und zum Gonfaloniere der Kirche ernannt. Zugleich ließ König Ladislaus den in seiner Abhängigkeit befindlichen machtlosen Papst Gregor XII. fallen, der aus Gaeta vertrieben wurde und – neuerlich – bei der Familie Malatesta in Rimini Schutz und Aufnahme fand.
Für Andrea Malatesta entstand daraus ein Gewissenskonflikt, ob dem mit ihm verschwägerten König von Neapel in seiner Wende folgen oder dem bisher unterstützten Papst Gregor XII. die Treue halten sollte. Andrea entschloss sich trotz der Wende von König Ladislaus, Papst Grego XII. treu zu bleiben, was naturgemäß zu einer Abkühlung der Beziehungen zu König Ladislaus führte.
Die nächste Militäraktion von Andrea Malatesta richtete sich daher gegen den Gegenpapst Johannes XXIII., der Lodovico Migliorati, den Markgrafen von Fermo, zum Rektor des Kirchenstaates ernannt hatte. Andrea Malatesta unternahm daher bis 1415 mehrere Feldzüge gegen diesen, um ihm im Namen von Papst Gregor XII. Herrschaften und Festungen zu entreißen, wobei er insbesondere im Bezirk von Fermo Erfolge erzielte. Auch nach dem Tod von König Ladislaus im Jahre 1414 setzte er diese Kampagne fort. Dies nicht nur, um die gegnerische Seite zu schwächen, sondern auch, um sich auf diese Weise in den Besitz neuer Territorien zu setzen. Diese militärischen Unternehmungen erforderten jedoch erhebliche Mittel, die Malatesta von der zunehmend widerwilligen Bevölkerung seines Herrschaftsbereiches aufbringen musste.

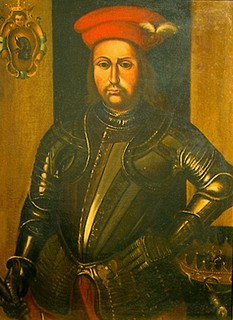
Der Kondottiere Braccio da Montone

Die Gegenseite blieb jedoch nicht müßig, sodass es 1415 zu einer direkten Bedrohung der Herrschaft von Andrea Malatesta kam, da der im Dienst von Johannes XXIII. stehende Kondottiere Braccio da Montone im Sommer 1415 die Besitzungen Malatestas angriff, mit seinen Truppen bis nach Cesena vorstieß, und in der Umgebung Häuser und Ernten vernichtete. Dies zwang Malatesta dazu, mit Lodovico Migliorati einen Waffenstillstand zu schließen, um mit seinen Truppen seinen eigenen Besitz verteidigen zu können. Er ersuchte zugleich die Republik Florenz um Hilfe, die jedoch nicht bereit war, einzuschreiten. Daraufhin wandte er sich an Perugia, das gleichfalls von Braccio da Montone bedroht wurde. Dort zeigte man sich aufgeschlossener und schickte Hilfe. Bald nachdem ihm die Verteidigung seiner Besitzungen gelungen war, verlieh ihm Papst Gregor XII. auf zehn Jahre das Vikariat über die Herrschaften und Schlösser, die er im Bezirk von Ravenna der Kontrolle des rechtmäßigen Papstes unterworfen hatte.
Perugia wählte daraufhin Malatesta zum Generalkapitän und übertrug ihm die Aufgabe, die Stadt gegen Braccio da Montone zu verteidigen. Malatesta war jedoch inzwischen schwer erkrankt, konnte das ihm übertragene Kommando nicht mehr effektiv ausüben, das daher sein Bruder Carlo I. Malatesta mit dem Titel: „Difenditore dei Perugini per la Santa Chiesa“ (Etwa: Verteidiger der Peruginer im Namen der Heiligen Kirche) übernahm.
Andrea Malatesta starb jedoch wenig später am 20. September 1416 in seinem Palazzo in Cesena.

## Ehen und Nachkommen
Andrea Malatesta war dreimal verheiratet.
In erster Ehe heiratete Andrea 1390 Rengarda Alidosi († September 1401), eine Tochter des Bertrando Alidosi († vor 1391), des vierten Herren von Imola seines Hauses und der Elisa Tarlati.
In zweiter Ehe heiratete er 1403 Lucreza Ordelaffi (* 1389; † 1404). Sie war eine Tochter des Francesco (Cecco) III. Ordelaffi († 1405), des Herren von Forlì (in der Provinz Forlì-Cesena) und der Caterina Gonzaga († 1438), einer Tochter von Guido II. Gonzaga (* 1340, † 1399), des Herren von Novellara (in der Provinz Reggio Emilia) und der Ginevra Malatesta (eine Tochter von Malatesta III. Malatesta). Andrea und seine zweite Frau Lukrezia waren daher miteinander verwandt.
In dritter Ehe heiratete Andrea am 7. November 1408 Polissena Sanseverino († nach 1430), eine Tochter des Venzeslao Sanseverino Duca (Herzog) di Amalfi (1398–1405), seit 1391 1. Duca di Venosa 3. Conte (Graf) di Tricarico e di Chiaromonte (alle drei in der Region Basilicata in Süditalien) (* um 1355; † 1403/05) und der Margherita di Sangineto (* um 1360; † 1430) Contessa (Gräfin) di Altomonte (in der Region Kalabrien).

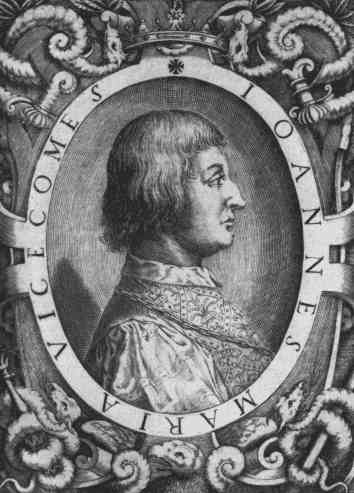
Giovanni Maria Visconti

Andrea Malatesta hatte nur aus der ersten und der zweiten Ehe Kinder:
Aus 1. Ehe:
- Galeotto Malatesta (* 1395; † 2. Dezember 1414)
- Elisabetta Malatesta († 3. Januar 1434 in Rimini) ⚭ am 27. Oktober 1414 Obizzo da Polenta († 25. Januar 1431), Herr von Ravenna, einen Sohn des Guido da Polenta († 1389/90) und der Lisa Ne († 1402) (keine Kinder aus dieser Ehe)
- Antonia Malatesta ⚭ am 1. Juli 1408 Giovanni Maria Visconti (* 1388; † ermordet 16. Mai 1412 in Mailand, begraben in der Kirche San Gottardo), 2. Herzog von Mailand (1402–1412) (keine Kinder aus dieser Ehe)[8]

Aus 2. Ehe:

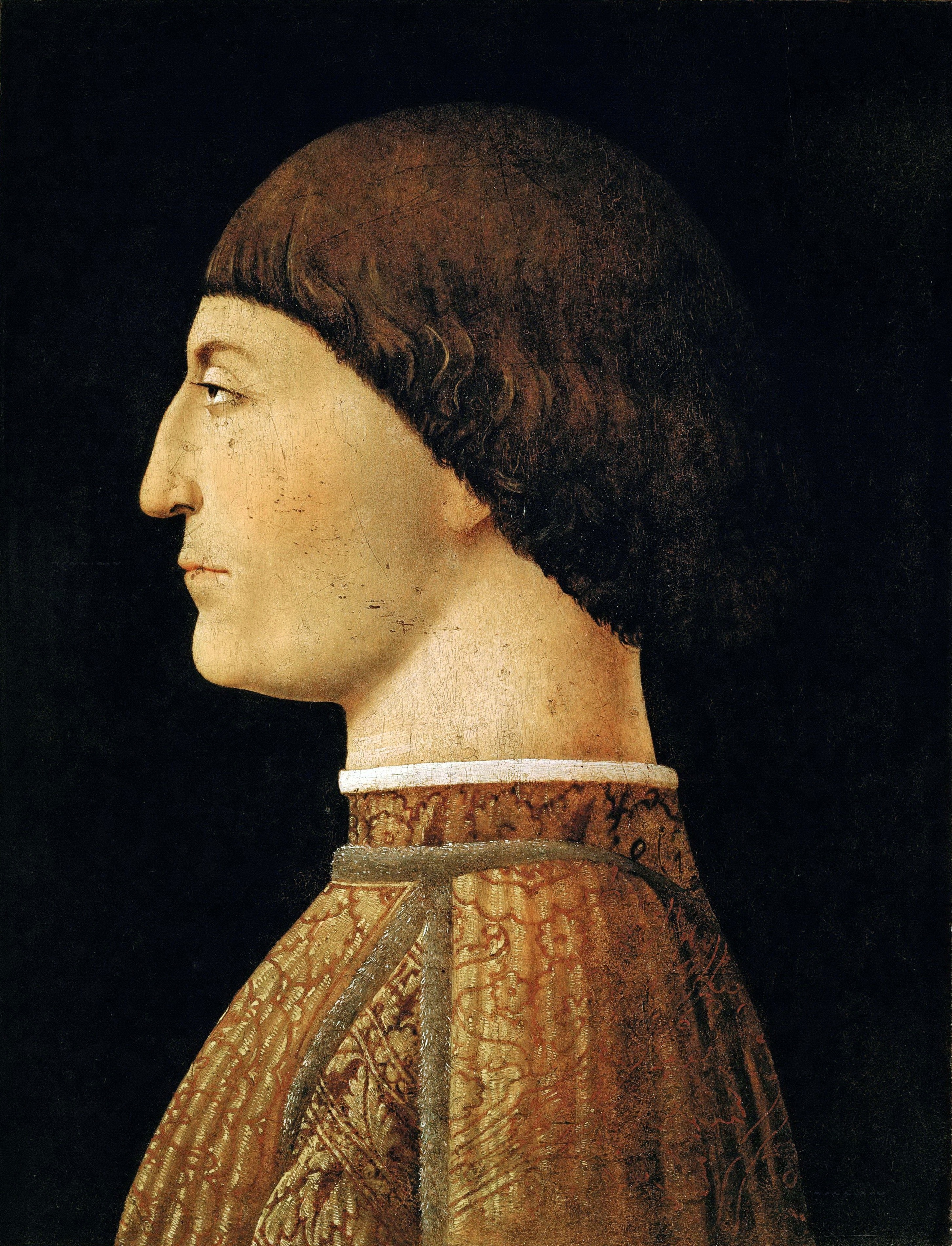
Sigismondo Pandolfo Malatesta, Herr von Rimini, Schwiegersohn von Andrea Malatesta, gemalt von Piero della Francesca

- Parisina Malatesta (auch Laura genannt) (* 1404; † hingerichtet 21. Mai 1425 in Ferrara) ⚭ 1418 Markgraf Niccolò III. d’Este (* 9. November 1383; † ermordet 26. Dezember 1441 in Mailand) Herr von Ferrara, Modena und Reggio nell’Emilia Sie beging jedoch Ehebruch mit ihrem Stiefsohn Ugo d’Este und wurde mit diesem auf Befehl ihres Ehemannes enthauptet. Ihr tragisches Schicksal war Thema von Gedichten (u. a. von Lord Byron) und von Opern von Gaetano Donizetti (* 1797, † 1848) und Pietro Mascagni (* 1863; † 1945).
  - Lucia d’Este (* 24. März 1419; † 28. Juni 1437) ⚭ Carlo Gonzaga (* 1417; † 21. Dezember 1456 in Ferrara), ein Sohn von Gianfrancesco I. Gonzaga (* 1395; † 1444) und der Paola Malatesta († 1449). (keine Kinder aus dieser Ehe)
  - Ginevra d’Este (* 24. März 1419; † 28. Juni 1437) ⚭ 1436 Sigismondo Pandolfo Malatesta (* 19. Juni 1417; † 9. Oktober 1468) Herr von Rimini. (keine Kinder aus dieser Ehe)
  - Alberto Carlo d’Este (* u. † 1421)

Trotz der vier Kinder hinterließ Andrea Malatesta keine dauernde Nachkommenschaft.